# Max Kübeck von Kübau
Maximilian (Max) Kübeck Freiherr von Kübau (* 15. Jänner 1835 in Wien; † 12. September 1913 in Lechwitz, Mähren) war ein österreichischer Diplomat, Parlamentarier und Großgrundbesitzer.

## Leben
Der Sohn des Staatsmannes Karl Friedrich Kübeck Freiherr von Kübau studierte an der Universität Wien Rechtswissenschaften. Im Jahre 1855 trat er als Offizial beim Reichsrat in den Staatsdienst und war anschließend beim Staatsrat tätig. 1857 wurde er zum Kreiskommissär in Prag ernannt und im gleichen Jahre zum Leitmeritzer Kreisamt versetzt. Ab 1858 als Komitats-Kommissär in Modrus-Fiume tätig. Ab 1861 wirkte er in Venetien; zunächst als Delegations-Kommissär in Verona, ab 1862 als Sekretär der Statthalterei in Venedig. Nach der 1866 in Folge des Deutschen Krieges erfolgten Abtretung von Venetien an Italien fand Kübeck eine neue Verwendung im Handelsministerium. Im Jahr darauf wurde er als Kanzleidirektor des k. u. k. Generalkonsulats nach London versetzt. Auf Grund seiner Wahl in den Mährischen Landtag und in das Abgeordnetenhaus wurde Legationsrat Kübeck 1868 aus dem Staatsdienst beurlaubt.
Im Jahre 1855 erbte Max Kübeck die väterliche Grundherrschaft Lechwitz. Er war seit 1871 mit Natalie von Loosey, einer Tochter des New Yorker Generalkonsuls Karl Friedrich von Loosey, verheiratet, mit der er eine Tochter hatte. Die Ehe wurde 1882 wegen eines Verhältnisses seiner Frau mit dem Schauspieler Emerich Robert geschieden; Natalie Kübeck heiratete noch im selben Jahre ihren Liebhaber.
Er wurde in der Kübeckschen Grabkapelle auf dem Lechwitzer Schlossberg beigesetzt.

## Parlamentarier
Max Kübeck wurde 1867 als Vertreter des mährischen Großgrundbesitzes erstmals in das Abgeordnetenhaus gewählt und war bis 1879 (II.–V. Legislaturperiode) Abgeordneter. Während der VI. Legislaturperiode zog Kübeck am 22. Jänner 1884 im Zuge der Nachwahl nach dem Rücktritt von Ernst von Mirbach-Harff und dem Mandatsverzicht durch Franz Carl Czeike von Badenfeld wieder in das Abgeordnetenhaus ein. Während der VII.–X. Legislaturperiode vertrat Kübeck von 1885 bis 1907 erneut die Interessen der mährischen Großgrundbesitzer im Abgeordnetenhaus.
Kübeck schloss sich 1867 zunächst dem Reichsfreundlichen Klub an. Vom 25. Juni 1867 bis zu dessen Auflösung im September 1867 gehörte er zum Herbst-Kaiserfeldschen Klub. Seit Beginn des Jahres 1869 war er Mitglied des Klubs der Linken, ab Jänner 1872 des Klubs der Verfassungspartei und ab 1873 des Klubs des Zentrums. 1884 schloss er sich der Vereinigten Linken an, im Jahr darauf dem Deutschösterreichischen Klub. Ab November 1888 gehörte er zur Vereinigten Deutschen Linken, ab 1897 zum Verfassungstreuen Großgrundbesitz.
Dem Mährischen Landtag gehörte er von 1867 bis 1906 (2.–8. Wahlperiode) für die Kurie des Großgrundbesitzes an. Von 1883 bis 1887 war er zudem Wiener Gemeinderat.
Am 27. Dezember 1909 wurde Max Kübeck von Kübau auf Lebenszeit in das Herrenhaus berufen und schloss sich der Gruppe der Verfassungspartei an.

## Publikationen
- Reiseskizzen aus den Vereinigten Staaten von Nordamerika, Wien: C. Gerold’s Sohn, 1872
- Metternich und Kübeck. Ein Briefwechsel. Supplementband der „Tagebücher des Carl Friedrich Freiherrn Kübeck von Kübau.“ herausgegeben und eingeleitet von Max Freiherrn von Kübeck, Wien: C. Gerold, 1910